# Wolfgang Joseph Kostecky
Wolfgang Joseph Kostecky (* 31. Juli 1888 in Kozielsko, Kreis Wongrowitz/Westpreußen (Kozielsko/Polen); † 31. August 1949 in Böblingen) war ein deutscher Drogist und Kaufmann, der in der Zeit des Nationalsozialismus als Homosexueller verfolgt wurde.
Seine Eltern waren Franz Kostecki und dessen Ehefrau Magdalena, geborene Pienkowska. Er hatte drei Brüder und eine Schwester, die sich z. T. Kostecki schrieben.

## Leben
Wolfgang Joseph Kostecky lebte ab 1915 in Berlin und betrieb eine eigene Drogerie. Er wurde im Ersten Weltkrieg eingezogen und 1917 als garnisondienstfähig entlassen. Nach der Entlassung aus dem Militärdienst betrieb er seine eigene Drogerie weiter, die er 1926 mit großem Gewinn verkaufte, den er in den Erwerb von Häusern und Grundstücken investierte, so dass er von diesen Einkünften leben konnte. Bereits 1923 hatte er das Grundstück mit dem darauf befindlichen Mietshaus in Berlin-Pankow, Bismarckstr. 41, heute Hermann-Hesse-Straße 1, gekauft, das er für die private Nutzung zu einer großbürgerlichen Villa ausbaute.
Das NS-Regime verfolgte Kostecky zum einen, weil er sich abfällig über führende Nationalsozialisten und ihre Homosexualität geäußert habe und zweitens wegen seiner offen gelebten Homosexualität. Ihm wurden einschlägige Kontakte vorgeworfen. Auch dass er Förderndes Mitglied der SS (FM-SS) von 1933 bis Ende 1936 war, half ihm nicht.
Am 19. Januar 1938 wurde er als „Berufsverbrecher“ nach § 1 Absatz 1 Heimtückegesetz und nach § 175 und § 175a des Reichsgesetzes vor dem Sondergericht I beim Landgericht Berlin zu 3 Jahren Gefängnis verurteilt – unter anderem in der Untersuchungshaftanstalt Berlin-Plötzensee. Seine Schwester Josefine und sein Bruder Roman bemühten sich im Juli 1938 und August 1939 beim Landgericht erfolglos um eine Strafunterbrechung. Am 7. April 1940 bat Kostecky selbst beim Oberstaatsanwalt um Prüfung eines Gnadenerlasses. Die Reststrafe von sechs Monaten wurde durch Einräumung einer Bewährungsfrist bis zum 30. Juni 1943 erlassen. Er wurde am 15. Juni 1940 in seine Wohnung nach Pankow entlassen, aber bereits am 12. August 1940 erneut verhaftet und als „Gemeingefährlicher“ in Vorbeugehaft genommen. Nun als Berufsverbrecher wegen § 175 StGB inhaftiert wurde Kostecky ab September 1940 zunächst im Konzentrationslager Sachsenhausen interniert, dann 1941 im Konzentrationslager Natzweiler-Struthof, wo er durch unterstützende Häftlingsstrukturen vom schweren Straßenbau in die Schneiderei bzw. zeitweilig wohl auch in die Schreibstube des Konzentrationslagers kam. Ab 1944 wurde er dem Konzentrationslager Außenkommando Markirch überstellt.
Nach seiner Befreiung auf einem Transport Ende März 1945 lebte er nach mehrfachen Lagerwechsel zuletzt im Displaced Persons Camp Böblingen bei Stuttgart. Fälschlicherweise wurde er von den Alliierten als aus dem KZ befreiter Pole registriert, also als Zivilist, der sich aufgrund des Krieges nicht mehr in seiner Heimat befand. Seinen Antrag auf Rehabilitierung lehnte das württembergisch-badische Justizministerium, Abteilung Wiedergutmachung, am 10. September 1948 mit Hinweis auf seine Verurteilung wegen Homosexualität ab. 
„Im Wiedergutmachungsverfahren ging es einzig und allein um die Feststellung, ob sich W. J. Kostecky aus politischen oder kriminellen Gründen im Konzentrationslager befand. Ins Konzentrationslager kam W. J. Kostecky wegen Vergehen gegen das sogn. Heimtücke-Gesetz und Vergehen gegen § 175, 175a StGB. Der damaligen Rechtslage folgend allesamt kriminelle Straftaten. Eine Wiedergutmachung konnte im damaligen Rechtsrahmen nur erfolgen, wenn man sich wegen politischer Vergehen im Konzentrationslager befunden hatte.“
Die nationalsozialistische Verfolgung Homosexueller wurde nicht als Verbrechen gewertet. Das Amt für Wiedergutmachung forderte sogar die zwischenzeitlich gewährte Unterstützung von 60 RM von ihm zurück. Selbst überlebende Mitgefangene aus den Konzentrationslagern sprachen sich gegen eine Wiedergutmachung und Anerkennung Kosteckys als NS-Opfer aus, auch in ihrem Verständnis war ein homosexuell veranlagter Mensch kriminell.
Kostecky starb am 31. August 1949 in Böblingen an schweren Krankheiten in Folge der Internierungen, ohne jeweils Berlin, seine Villa oder sein Vermögen wiedergesehen zu haben.

## Villa Kostecky
Aus Gerichtsunterlagen aus dem Jahr 1926 geht hervor, dass in dem Mietshaus 13 Mietparteien wohnten. Der Zustand des Grundstücks und der Villa wurden als verwahrlost beschrieben und die notwendigen umfangreichen Instandsetzungsarbeiten aufgezählt. Für den Aufbau der Villa gewährte das Bezirksamt Pankow Kostecky am 28. Oktober 1930 ein Darlehen, das er 1935 tilgte.
Als erfolgreicher Kaufmann stattete Kostecky ab etwa 1930 Garten und Villa luxuriös und komfortabel aus. Schon die schmiedeeiserne Einfriedung des Villengrundstücks war imposant gestaltet und der Garten kunstvoll wie ein verzauberter Park. Das Haus war gedeckt mit einem grün schimmernden Kupferdach und wurde von einer über zwei Meter großen Venus-Statue gekrönt.
Kosteckys Schwester Josefine Rennert wohnte bis zu ihrem Tod am 20. November 1952 in der Bismarckstraße 41. Das Grundstück stand danach unter der Verwaltung des Magistrats von Groß-Berlin und wurde 1969 von der VEB Kommunale Wohnungsverwaltung Berlin-Pankow übernommen. Ab 1991 wurde versucht, über die polnische Botschaft die Erbangelegenheiten zu klären und 1995 übernahm dann das Amt zur Regelung offener Vermögensfragen das Grundstück. Die Villa verfiel mehr und mehr und war ab 1997 unbewohnbar. Der Garten wurde 2001 von der Berliner Gartendenkmalliste gestrichen. Heute befindet sich dort ein Billig-Supermarkt.